# Потиљачна преса
Потиљачна преса, потиљачна компензациона комора, потиљачни балон, потиљачни мехур, (енгл. Occipital bladder), је специјално конструисана растегљива комора од гуме, слична манжетни за мерење крвног притиска, која се поставља са спољашње или унутрашње стране пилотске кациге у потиљачном пределу главе. Преко гуменог црева потиљачна преса је повезана са пилотском кисеоничком маском и вазушним компресором авиона, који у њу упумпава ваздух у току дејства јачих гравитационих сила на организам пилота, или кисеоника у току дисања под натпритиском на великим висинама, чиме се постиже боље приањање пилотске кисеоничке маске уз лице и спречава губитак кисеоника и снижење његове концентрације у унутрашњости маске, што омогућава пилоту нормално дисање у току летења на великим висинама или маневрисања авионом. 

## Намена и конструкција
Током високих „g“ (гравитационих) опрећања која делују на организам пилота у току маневра ваздухоплова, или за време дисања 100% кисеоника на увећаном притиску на великим висинама, отвара се вентил унутар пилотске кисеоничке маске и вазух из компресора авиона улази у кисеоничку маску и повећава притисак у њој. Преко гуменог црева са којим је повезана потиљачна преса, из кисеоничке маске се увећан притисак преноси и њену унутрашњост. Она се надувава као мехур или балон и врши затезање трака пилотске кисеоничке маске, чврсто је приљубљујући уз лице пилота. На тај начин потиљачна преса спречава губитак притиска и „цурење“- излазак или губитак кисеоника из пилотске кисеоничке маске и снижење концентрације кисеоника, што омогућава пилоту несметано дисање у току гравитационог („g“) оптерећења или дисања под натпритиском. 
Заједно са пилотском кисеоничком маском, анти-G оделом, трбушном пресом, анити-G панталонама, и прслуком, потиљачна преса је саставни део комплета заштитне летачке опреме, која омогућава безбедно летење пилоту ваздухоплова на великим висинама при великим брзинама.
Потиљачна преса (која личи на манжетну лакарског апарата за мерење крвног притиска) производи се од специјалне високо отпорне гуме. Доводно гумено црево које је једним крајем повезано за комору пресе, другим крајем са прикључује се за пилотску кисеоничку маску. Преса је уметнута у платнену, растегљиву врећицу на којој се налазе копче за причвршћивања пресе за пилотску кацигу (заштитни шлем). 
Након постављања пилотске кациге и кисеоничке маске на главу пилот повезује црево потиљачне пресе са специјалним цревом на кисеоничкој масци и пробним упумпавањем ваздуха проварава исправност авионског компресора и правилна подешеност пилотске маске, потиљачне пресе и заштитне кациге, пре полетања ваздухоплова.

## Историјат
Прва потиљачна преса конструисана је и примењена у ваздухопловству СССР почетком шезесетих година 20. века, и пратила је развој једне од најпродаванијих пилотских маски у свету, КМ-32. 
Прве верзије потиљачне пресе налазиле су се у систему ваза пилотске кисеоничке маске, као њен саставни део, а причвршћивана је са спољне-задње стране кожне пилотске кациге у потиљачном делу главе. 
У каснијем развоју заштите летачке каациге, потиљачна преса смештена у унутрашњост кожне пилотске кациге, а данас се она уграђује у оплату свремених пилотских кацига од чврстог материјала. 
Пилотска потиљачна преса у свом развојном путу прошла је кроз бројне модификације и усавршавања материјала од кога се израђује, али и до данас није изменила свој основни изглед и начин рада. 